# Jamón de Parma

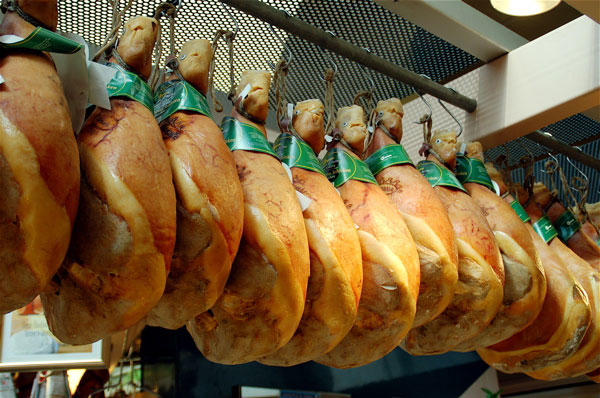
Jamones de Parma.

El jamón de Parma (en italiano prosciutto di Parma) es un producto típico de la región llamada terre matildiche, que se extiende desde la vía Emilia hasta el río Enza. Es célebre en todo el mundo y se distingue por sus características nutricionales y por la corona, el sello que viene impreso a fuego solo en las piezas originales.

## Historia

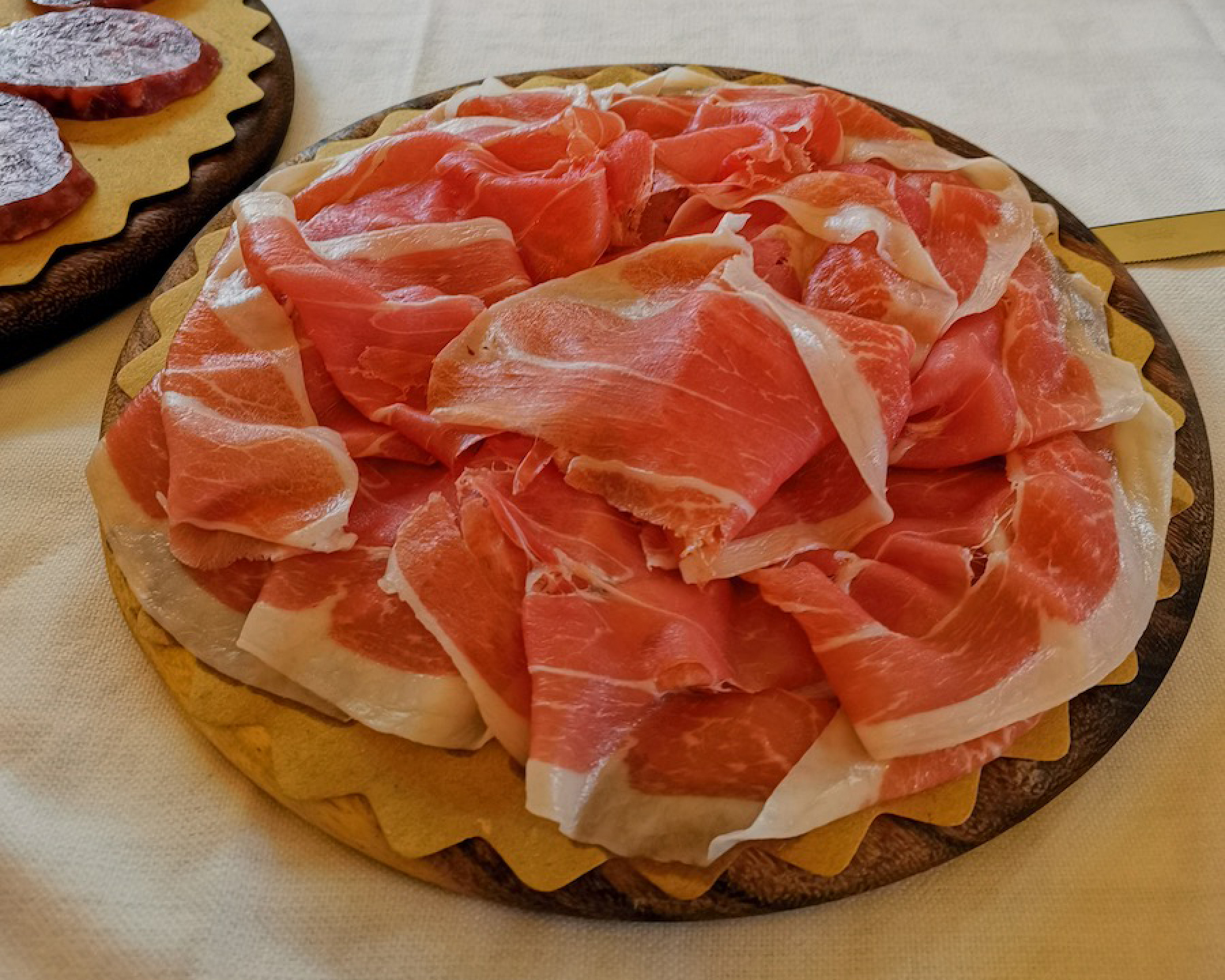
Jamón de Parma cortado.

Ya famoso en la época romana, hablaron de él Marco Terencio Varrón (siglo I a. C.), Polibio y Estrabón. John B. Dancer escribe que cuando Aníbal entró en Parma en el 217 a. C. y fue recibido como un libertador, los habitantes le ofrecieron para celebrarlo jamones en salazón almacenados en barriles de madera que eran muy apreciados. El desarrollo de esta tradición estuvo sin duda influido por la presencia en la zona de Parma de manantiales salinos, como los de Salsomaggiore.
Para proteger la calidad de esta especialidad, los propios productores formaron en 1963 el Consorzio del prosciutto di Parma, que desde entonces supervisa el trabajo y la selección de la materia prima. Por otra parte, la Comunidad Europea concedió en 1996 al jamón más famoso de Italia el estatus de Denominación de Origen Protegida (DOP). A nivel internacional, cuenta con registro como denominación de origen, conforme al Sistema de Lisboa, ante la Organización Mundial de la Propiedad Intelectual, desde el 5 de diciembre de 2001.
Actualmente la ley reconoce a varios jamones la marca de «productos típicos» (DOP o IGP) de la Comunidad Europea. La marca exige el registro de las normas de producción y el respeto de las mismas por cualquier persona tenga la intención de usarla.

## Características
Es un jamón crudo con sabor dulce y refinado, bajo en calorías, pero de sabor intenso. El único conservante permitido por la especificación, en cantidades incluso menores que en otros tipos de jamón, es la sal. Aparte de sal y manteca de cerdo no se emplean otros aditivos (nitratos, nitritos o de otro tipo).

## Producción
El jamón de Parma cuenta con cerca de 200 productores concentrados en la parte oriental de la provincia de Parma, especialmente en los alrededores de Langhirano. Las etapas de cría y engorde de los animales, y el tratamiento y la curación posteriores, están reguladas y garantizadas por el consorcio. Solo se utilizan los jamones de mayor peso (frescos pesan entre 12 y 13 kg). También se le llama jamón dulce, porque se le agrega poca sal durante el proceso. La salazón va acompañada de un breve periodo de reposo en cámara frigorífica, seguido de una rociada de valiosa grasa suprarrenal, el sebo, recuperada del cerdo. Esto asegura un secado lento, de forma que el productor pueda curar el jamón durante mucho tiempo (mínimo 12 meses) añadiendo poca sal. Tras la maduración, el producto deshuesado debe llegar al mercado con un peso de entre 7 y 8 kg, mientras las piezas con hueso pesan entre 9,5 y 10,5 kg. Las piezas con un peso muy diferente a los mencionados tienen un valor de mercado inferior.

## Zonas de cría y producción

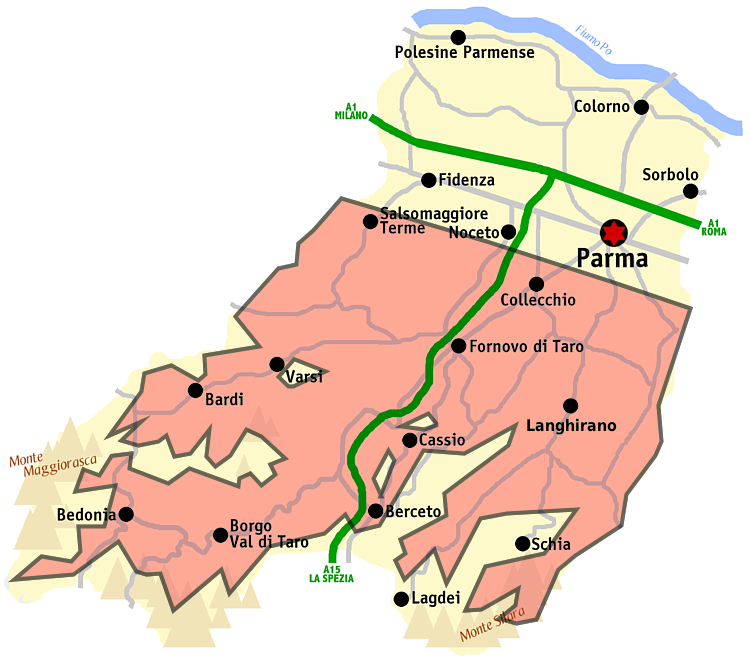
Zona en la que se permite la producción de jamón de Parma.

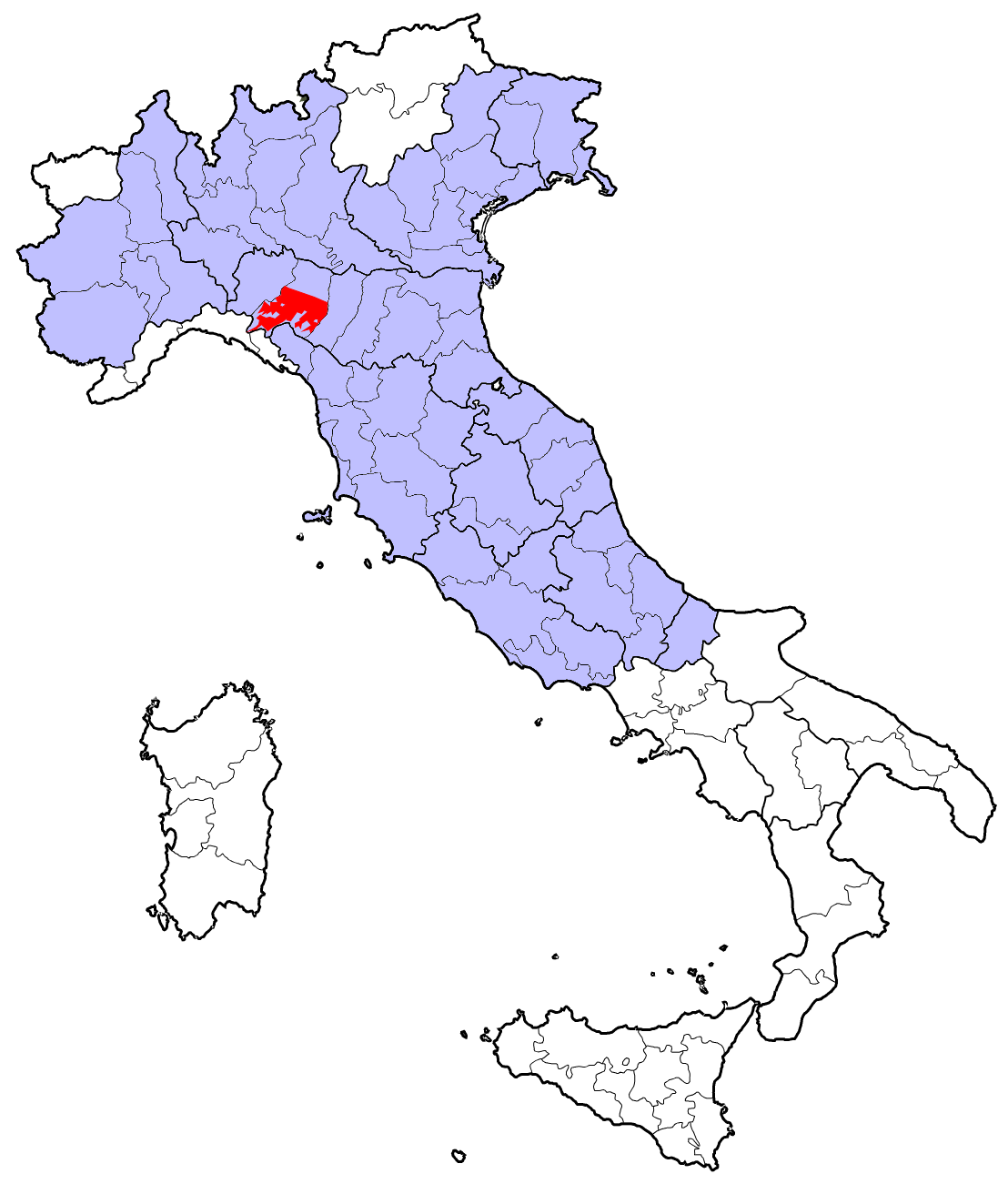
En azul la zona en la que se permite la cría de cerdo para jamones de Parma.

La zona típica de producción del jamón de Parma, es decir, el área permitida para la elaboración completa del jamón, viene indicada en el pliego de condiciones además de en la ley del 13/07/1990 n.26, y antes por la ley 4/7/1970 n.506, y es la zona de la provincia de Parma al sur de la vía Emilia, a al menos 5 km de allí, por debajo de los 900 m de altitud y limitada al este con el río Enza y al oeste con el Stirone. El grueso de la producción aún se concentra alrededor de la aldea de Langhirano, cuya economía gira en torno a la industria de los salumi.
Los cerdos pueden provenir de las explotaciones situadas en las regiones italianas de Piamonte, Lombardía, Véneto, Emilia-Romaña, Toscana, Umbría, Las Marcas, Lacio, los Abruzos y Molise.

## Ingredientes
En la producción del jamón de Parma y solo se utiliza sal y están expresamente prohibidos los productos químicos, conservantes u otros aditivos, así como también los procedimiento de ahumado y congelación.

## Uso
En cocina, el jamón de Parma se usa en combinación con diferentes sabores: con el melón como antipasto, con cerdo asado, la famosa rosa di Parma, y como ingrediente principal de los clásicos tortellini. Combina bien con muchos vinos locales, preferiblemente blancos (como la Malvasia dei Colli di Parma, el prosecco, etcétera).